# 電動機

ブラシ付きDC電気モーターの動作を示すアニメーション。

電動機（でんどうき、英: Electric motor）とは、電気エネルギーを力学的エネルギーに変換する電力機器、原動機の総称。モーター、電気モーターとも呼ばれる。
一般に、磁場（磁界）と電流の相互作用（ローレンツ力）による力を利用して回転運動を出力するものが多いが、直線運動を得るリニアモーターや磁場を用いず超音波振動を利用する超音波モータなども実用化されている。静電気力を利用した静電モーターも古くから知られている。
なお、本来、「モータ(ー)」("moter")という言葉は「動力」を意味し、特に電動機に限定した用語ではない。それゆえ、何らかの動力の役割を果たす装置は、モーターと形容されることもよくある（ロケットモーターなど）。
以下では、電磁力により回転力を生み出す一般的な電動機を中心に説明し、それ以外のリニアモーターや超音波モータは末尾で簡単に説明する。
今日では、電気モーターは電気消費量の半分以上を占めている。

## 電動機の構成
回転する電動機は、軸を持ち回転する回転子（ロータ: Rotor）と、回転子と相互作用して回転モーメントを発生させる固定子（ステータ: Stator）、回転子の回転を外部に伝える回転軸、回転軸を支える軸受、損失により発生した熱を冷却する冷却装置などから構成される。
回転子と固定子の磁界を発生させる部分を界磁という。ローターを囲むように配置した電磁石や磁界を導く強磁性体の鉄心に電線を巻いたものや永久磁石が用いられる。
整流子電動機 (Brush Motor)や同期電動機で、界磁と相互作用させトルクを得るための磁界を発生させるものを電機子という。
電線に電流が流れると、界磁の磁界によりローレンツ力がはたらきローターを回転させる。
負荷機器と接続するカップリング・回転数を下げて目的のトルクを得るための減速機などが付属装置として接続される。
整流子電動機は、整流子とブラシによって電機子に流れる電流をきりかえ回転方向を保つことで連続的使用を可能にしている。
回転子
固定子の磁界と回転子内の電流によって力が加わり軸が回転する。ローターに永久磁石を入れ、ステーターに導線を持たせるものもある。
ステーターとローターの間には、回転するための隙間（ギャップ）が必要である。ギャップ幅はモーターの電気的特性に大きく影響し、モーターの力率が低くなる主原因となっている。
ギャップが大きいと磁化電流が増加し、力率が低下するため、ギャップは狭い方が良いが小さいすぎると、騒音や損失、機械的な問題が発生する場合がある。
固定子
モーターの電磁回路のうちローターを囲む固定部分。強磁性体の鉄心に線を巻いた電磁石や永久磁石であるフィールドマグネットで構成される。
磁界が電機子を通過して巻線に力を発生させる。ステーターコアは、互いに絶縁された多数の薄い金属板を積層させたラミネーションと呼ばれる構成されている。積層させているのは、ソリッドコアを使用した場合に生じるエネルギー損失を低減するためである。
洗濯機やエアコンなどに使われている「樹脂積層型モーター」は、ステーターを樹脂で完全に包んでおり、樹脂の減衰特性を利用して騒音や振動を低減している。
コイル
積層された軟鉄製の磁性体コアに、電流を流したときに磁極を形成するように巻いた線のことである。
直列磁極型では、回転子と固定子の強磁性体コアに磁極と呼ばれる突起が向き合っており、磁極面の下には電線が巻かれていて、電線に電流が流れると磁界の北極または南極になるようになっている。
一方、非平行磁極型（分布磁界型）では、強磁性体のコアには磁極がなく、滑らかな円筒形で、巻線が円周上にスロット状に均等に配置されている。
巻き線に流れる交流電流によってコアに磁極が形成され、連続的に回転する。
隈取磁極型誘導電動機は磁極の一部に巻き線があり、その磁極の磁場の位相を遅らせる。
モーター内部には棒状や板状の金属（通常は銅やアルミニウム）など、厚みのある金属で構成された導体を入れ、電磁誘導によって駆動させる。
整流子
回転子に電流を供給する回転式電気スイッチのこと。電機子の上に、複数の金属接点で構成された円筒を設置している。
カーボンなどの柔らかい2つ以上の導電性「ブラシ」と呼ばれる電気接点が整流子に押し付けられ、回転しながら整流子の連続したセグメントと摺動接触し、回転子に電流を供給する。
回転子の巻線は整流子のセグメントに接続されている。コミュテータは半回転（180°）ごとにローターの巻線に流れる電流の方向を周期的に反転させ、ステーターの磁界がローターに与えるトルクが常に同じ方向になるようにしている。
この電流の反転がないと、ローターの各巻線にかかるトルクの方向が半回転ごとに反転してしまい、ローターが停止してしまう。
整流子は効率が悪く、整流子付きモーターはほとんどがブラシレス直流モーター、永久磁石同期電動機(PMSM)、誘導電動機に取って代わられている。

## 動作原理
電動機にはいろいろな種類があるが、電動機は固定子と回転子があって、どちらかが回転変化する磁界を発生して、その磁界の変化によって、駆動力を得るものである。

### 回転子による分類
整流子電動機以外の、固定子にコイルがあって、コイルに変化する電流を供給することによって、変動する磁界を発生させる電動機について述べると、回転子の種類に分類できる。
1. 永久磁石界磁 (Permanent Magnet Type) : 永久磁石の極を円周方向に配置すれば、固定子の極の移動に伴って、駆動力が発生する。
2. 電磁石界磁 : 回転子に磁界を持たせることは電磁石でも可能であるので、回転子・固定子とも電磁石とする構成である。
3. 透磁率の差 (Variable Reluctance Type) : 磁性体に突起を設けるなどして、磁力線の通り易いところ通りにくいところを設ければ、駆動力が発生する。
4. アラゴーの円板 : 金属導体をおけば、磁場の変化により、渦電流が発生し、渦電流のつくる磁界との相互作用で、駆動力が発生する。
5. 巻線形誘導電動機 : 導体のコイルをおけば、磁場の変化により、コイルに流れる電流が発生し、それによる磁界との相互作用で、駆動力が発生する。

ある方向に連続的に駆動力を発生するために駆動側のコイルを複数設けて、磁気の位相を順番にずらして駆動力を発生させる配置にする。その方法もまた、いろいろな配置のものが実用化されている。
また回転子と固定子の内外位置関係でも、インナーローター式・アウターローター式・フラットローター式に分類でき、これをリニアモーターに当て嵌めれば、車上一次式・地上（軌道）一次式になる。

### 界磁や電機子の電流の種類
次に電機子や1次側巻線によって変動する磁界を発生するための電流の種類については次のようなものがある。
1. 三相交流 : 商用の三相交流（120度ずつ位相のずれた正弦波）を3つまたはその倍数の数のコイルに供給することによって、回転する磁界を発生することができる。
2. 単相交流 : コンデンサを使って、位相をずらした、もう1相をつくることが多い。
3. 可変電圧可変周波数制御インバータによる三相交流 : 商用の三相交流は周波数が一定なので、起動や速度を変えるためなどのために用いられる。
4. 直流パルス : 位相のちがうパルス電圧を、別々のコイルに供給する。いわゆるステッピングモーターがこれにあたる。
5. 無整流子電動機 (Brushless DC Motor) は、センサにより回転子位置を検出し、それによって直流電流の極性を切り替えるものである。

直流電動機、交流電動機の区分別は電動機の構造の区分でなく、使用法の区分と考えることができ、どちらでも回る電動機もありうる。

## 電動機の分類
- 整流子電動機
  - 永久磁石界磁形整流子電動機
  - 電磁石界磁形整流子電動機
    - 直巻整流子電動機
    - 分巻整流子電動機
    - 複巻整流子電動機

  - 交流整流子電動機
- 誘導電動機
  - 三相誘導電動機
    - かご形三相誘導電動機
    - 巻線形三相誘導電動機

  - 単相誘導電動機
- 同期電動機
  - 永久磁石同期電動機
    - 無整流子電動機

  - ヒステリシス同期電動機
  - 電磁石同期電動機
  - リラクタンスモータ
- ステッピングモーター

### その他の分類
- 交流電動機 - 交流を入力とする電動機
  - 誘導電動機
    - 三相誘導電動機
      - かご形三相誘導電動機
      - 巻線形三相誘導電動機

    - 単相誘導電動機

  - 同期電動機
    - 永久磁石同期電動機
    - ヒステリシス同期電動機
    - 電磁石同期電動機

  - 交流整流子電動機
- 直流電動機 - 直流を入力とする電動機
  - 直流整流子電動機
    - 永久磁石界磁形整流子電動機
    - 電磁石界磁形整流子電動機
      - 直巻整流子電動機
      - 分巻整流子電動機
      - 複巻整流子電動機

  - 無整流子電動機
  - ステッピングモーター :パルス電力
- 高効率電動機 - 高効率電動機の規格に適合したものである。普通型電動機より損失が少ない。
- 超伝導電動機 - 界磁の励磁に超伝導を使用する電動機

## 電動機の仕様
- 出力
- 回転数
- 極数
- 電源の種類
  - 周波数
  - 電圧
  - 電流
- 絶縁体の耐熱クラス
- 絶縁階級
- 電気機械器具の外郭による保護等級

## 電動機の損失
電動機の損失は、入力電力と出力仕事の差として定義される。
- 全損失
  - 固定損
    - 鉄損 : ヒステリシス損・渦電流損
    - 機械損 : 軸受・冷却装置の摩擦損・風損

  - 負荷損 : 負荷の変動に比例して発生する損失
    - 抵抗損 (銅損) : 電気抵抗のある電気伝導体に流れる電流によるジュール損
      - 一次抵抗損 : 固定子巻線によるもの
      - 二次抵抗損 : 回転子巻線によるもの

    - 漂遊負荷損 : 抵抗損以外の負荷損

## 特殊な電動機
電動機の多くは電気によって磁界の変化を作り出し、その磁界の変化によって回転力を生み出すものが一般的であるが、以下のようにこれ以外の原理・構造を持つ特殊な電動機がある。

### リニアモーター
リニアモーターとは、回転式の電動モーターの固定子に相当する一直線に長く伸びた部分の上に、回転子に相当する部分を置いて、磁界の変化によって直線運動を得るものである。リニア誘導モータ(LIM)、リニア同期モータ(LSM)、リニア直流モータ(LDM)、リニアステッピングモータ、リニア圧電モータ、リニア静電モータ等がある。

### 振動モーター
超音波振動モーター
超音波モーターは振動体の変形による細かな位置変化を摩擦によって回転運動や直線運動に変える。ローレンツ力を使用する従来のモータと比較して効率が低い。
圧電素子による圧電現象を利用しているものは、圧電モータと呼ばれることもある。カメラのフォーカス合わせのほか、ハイレゾリューションオーディオ向けイヤホンの超音波帯域を再生するスピーカードライバーなどに利用されている。
振動モーター
振動モーターは携帯電話などでの着信を振動で知らせる目的で開発されたものがある。小型のものでは、回転子の重心が偏って作られ回転子自身が振動を作り出す重りとなっているものがある。

## 歴史

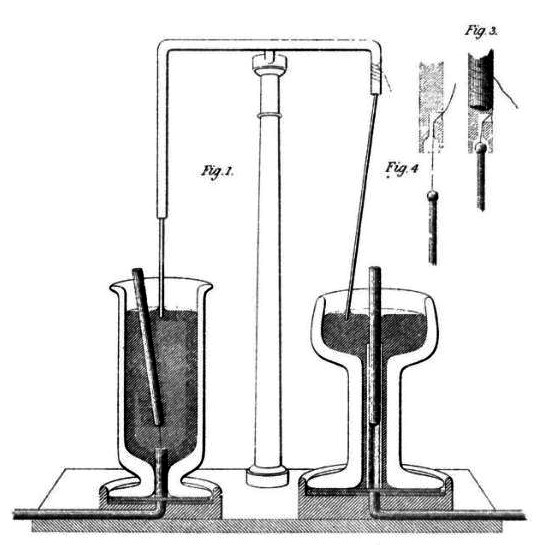
ファラデーの電磁実験（1821年ごろ）

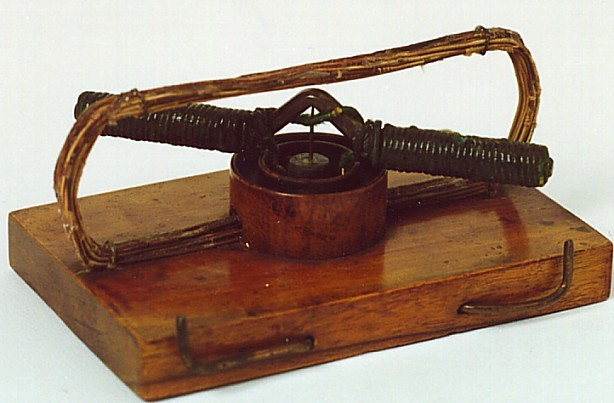
イェドリクの "lightning-magnetic self-rotor"（1827年、Museum of Applied Arts, ブダペスト）

### モーター誕生の前に
1740年代、スコットランドの修道士アンドリュー・ゴードンとアメリカの実験家ベンジャミン・フランクリンが製作した単純な静電デバイスが最初の電気モーターであった。
現代の電磁モーターの前には、静電気の力で作動するモーター（静電モーター）の実験が行われていた。
1771年、ヘンリー・キャベンディッシュがその理論的原理を発見するも発表されず、1785年、クーロンが独自に発見し発表したため、クーロンの法則と呼ばれる。 
実用に足るような大きさの力を発生させるためには高電圧が必要となるため、静電モーターは実用化されなかった。
1799年、アレッサンドロ・ボルタが化学電池を発明すると、持続的な電流を作り出すことが可能になった。
1820年、ハンス・クリスチャン・オルステッドは、電流が磁場を作り、磁石に力を与えることを発見した。
アンドレ・マリー・アンペールは、わずか数週間で電磁相互作用による機械的な力の発生を記述したアンペールの法則を発表した。
1821年、イギリスの科学者マイケル・ファラデーが電磁気的手段で電気エネルギーを運動エネルギーに変換する実験を行った。上から導線を吊るし、水銀のプールに少し浸しておき、その上に永久磁石を置く。その導線に電流を流すと、導線の周囲に丸い磁場が発生し、磁石の周りで導線が回転する。この実験は学校の物理学の授業でもよく実施されるが、毒性のある水銀の代わりに塩水を使うこともある。これは単極電動機と呼ばれる最も単純な形式の電動機である。後にこれを改良した Barlow's Wheel もある。これらは実演向けであり、動力源として実用できるものではなかった。
1827年、ハンガリーのイェドリク・アーニョシュは電磁作用で回転する装置の実験を開始し、それを "lightning-magnetic self-rotors" と呼んでいた。彼はそれを大学での教育用に使っており、1828年には実用的な直流モーターの3大要素である固定子と電機子と整流子を備えた世界初の実用的な直流電動機の実験に成功した。その固定部分も回転部分も電磁石になっていて、永久磁石は使っていない。この装置も実験用であり動力源として使えるものではなかった。

### DCモーター
1832年、イギリスの科学者ウィリアム・スタージャンが、機械の動力源として使える世界初の整流子式直流電動機を発明した。
1837年、アメリカでトーマス・ダヴェンポートとその妻エミリーと共に商用利用可能なレベルの整流子式直流電動機を開発し、特許を取得した。
この電動機は毎分最大600回転で、印刷機などの機械を駆動した。当時電源としては電池しかなく、その電極用の亜鉛は非常に高価だった。そのためダヴェンポート夫妻は商業的には失敗し破産した。他にも直流電動機を開発した発明家が何人かいたが、いずれも電源コストの問題に直面した。当時、電力網はまだ存在しなかった。したがって、電源コストに見合うだけの電動機の市場は存在しなかった。
1834年、ロシアのモーリッツ・フォン・ヤコビが、比較的弱い回転・往復運動の装置を使って、初の本格的な回転式電気モーターを作った。このモーターは驚くべき機械的出力を持っていた。
このモーターは世界記録を樹立したが、さらに自身で1838年にその記録を更新した。後者を使って14人乗りのボートで広い川を渡ることができた。
1839年から40年にかけて、他の開発者も同様以上の性能のモーターを作ることに成功した。
1855年、イェドリクは electromagnetic self-rotors と同様の原理で役に立つ仕事をする装置を製作した。また同年、電動機で駆動する自動車の模型を作っている。
1864年、アントニオ・パチノッティがリング状の電機子を初めて発表した（当初は直流発電機（ダイナモ）として考案された）。
これは、コイルが左右対称で互いに閉じられて配置され、整流器のバーに接続し、ブラシからは実用上問題ないレベルで変動のない電流を供給する点が特徴的である。 
1871年にパチノッティの設計の再発明やヴェルナー・シーメンスによるいくつかの解決策を採用したゼノベ・グラムの後で、直流モーターはようやく商業的に成功する。
1872年、ジーメンス・ウント・ハルスケ社のフリードリッヒ・フォン・ヘフナー・アルテンネックがパキノッティのリング電機子の代わりにドラムローターを導入し、機械効率を向上させた。 
翌年には同社がラミネートローターを導入し、鉄損の低減と誘起電圧の向上させた。1880年、Jonas Wenströmはローターに巻線を収めるためのスロットを設け、効率をさらに高めた。
1873年、ゼノブ・グラムはウィーン万博で、彼のダイナモに偶然別のダイナモを接続して発電したところ、軸が回転し始めたのを発見した。これが世界初の電動機というわけではないが、実用的な電動機としては世界初の1つだった。
1886年、フランク・スプレイグは負荷が変化しても一定の回転速度を維持できる火花の出ない直流電動機を発明した。このころスプレイグは電動機の力を電力網に返す回生技術を発明しており、また路面電車用の架線から集電する方式も発明した。これらの技術を使い、1887年にバージニア州リッチモンドで路面電車を運用して成功を収め、1892年には電動エレベーターとその制御システム、さらにイリノイ州シカゴで集中制御方式の電動式地下鉄（通称シカゴ・L）を成功させた。スプレイグの電動機と関連発明を機に、産業における電動機需要は爆発的に増大し、他の発明家も同様のシステムを次々と発明していった。
電動機の効率向上は、固定子と回転子の隙間を小さくすることが重要だということがなかなか認識されず、進歩は数十年間遅れてしまった。初期の電動機ではその空隙が比較的大きく、磁気回路の磁気抵抗が非常に大きかった。このため、現代の効率的な電動機に比べると、同じ消費電力で発生できるトルクがかなり小さい。その原因は磁石や電磁石が近いほど引き付け合う力が強いため、ある程度離しておこうとしたためと考えられる。効率的な設計では、固定子と回転子の隙間をなるべく小さくし、トルクを発生しやすい磁束パターンにする。

### ACモーター
1824年、フランスの物理学者フランソワ・アラゴが「アラゴーの円板」で知られる回転磁界を定式化した。
1879年、ウォルター・ベイリーが手動でスイッチをオン・オフすることで、原始的な誘導電動機を製作した。
1880年代、長距離の高電圧送電における交流の利点は認識されていたものの、交流でモーターを作動させることが課題となっていたため、実用的な交流モーターの開発が盛んに行われた。
1885年、ガリレオ・フェラリスによって最初の交流整流子レス誘導モータが発明された。
1888年、トリノ王立科学アカデミーは、モータ動作の基礎を詳述したフェラリスの研究を発表したが、当時は「その原理に基づく装置は、モータとしての商業的重要性を持ち得ない」と結論づけられた。
1887年、ニコラ・テスラは初の実用的交流電動機と多相送電システムを発明し、1888年に特許を取得した。
同年、テスラはAIEEに論文「A New System for Alternating Current Motors and Transformers」を発表し、特許を取得した3種類の2相4極モータについて説明した。
4極のロータで非自己始動型のリラクタンスモータを形成するもの、巻線のロータで自己始動型の誘導電動機を形成するもの、ロータ巻線に個別に励起された直流電源を供給する真の同期電動機である。
この特許の中には、短絡巻線型ローターの誘導電動機も記載されていた。
既にフェラリスから権利を取得していたジョージ・ウェスティングハウスは、すぐにテスラの特許を買い取った。
定速交流誘導電動機は路面電車には適さなかったが、ウェスティングハウス社は1891年にコロラド州テルライドの鉱山事業の動力源として採用した。
同社は1892年に最初の実用的な誘導電動機を実現し、1893年には多相60ヘルツ誘導電動機のラインを開発したが、これら初期のウェスティングハウスのモーターは巻線ローターの二相モーターであった。
後にB.G.Lammeが回転棒巻線ローターを開発した。
1889年、ミハイル・ドリヴォ＝ドブロヴォルスキーが、ケージローターと巻線ローターの両方を備えた始動用レオスタット付き三相誘導モーターを、1890年には三肢変圧器を発明するなど、三相開発を着実に進めていった。
AEGとMaschinenfabrik Oerlikon社との合意を経て、ミハイル・ドリヴォ＝ドブロヴォルスキーとチャールズ・ユージン・ランスロット・ブラウンは、20馬力のリス・ケージ型と100馬力の始動レオスタット付き巻線型の大型モデルを開発した。
1889年以降、同様の三相機械の開発は、ウェンストロムが始めていた。
1891年のフランクフルト国際電気技術博覧会で、初の長距離三相システムの発表に成功した。これは定格15kVで、ネッカー川のラウフェンの滝から175kmにわたって延びていた。
ラウフェンの発電所には240kWの86V 40Hzの交流発電機と昇圧トランスがあり、展示会では降圧トランスから100馬力の三相誘導モーターに給電して人工の滝を動かし、元の電源の移動を表現した。
三相誘導は現在、大部分の商用モーターに使用されている。ドブロヴォルスキーは、テスラのモーターは二相の脈動があるため実用的ではないと主張し、それが彼の三相の研究に固執するきっかけとなった。
1891年、ゼネラル・エレクトリック社は三相誘導モーターの開発を開始した。
1896年には、ゼネラル・エレクトリック社とウェスティングハウス社が、後にリスケージ・ローターと呼ばれるバー・ワインディング・ローターの設計に関するクロスライセンス契約を締結した。
これらの発明や技術革新に伴う誘導電動機の改良により、現在、100馬力の誘導電動機は、1897年の7.5馬力のモーターと同じサイズになっている。

### 日本国内の電動機
1895年（明治28年）、芝浦製作所（現在の東芝）が銅鉱山ポンプ用6極25馬力（18.5kW）の日本初の二相誘導モーターを誕生させた。
1901年（明治34年）、明電舎が1馬力（0.75kW）の三相誘導モーターを製造した。
1906年（明治39年）、明電舎が5馬力（3.8kW）以下の三相誘導モーターを独自の設計法をもって標準化し、汎用電動機として本格生産を開始した。
1906年（明治39年）、12月末時点の調査で、明電舎が東京市内の電動機シュアの約6割を占めていた。東京市内の電動機746台の内の463台が明電舎製で、残り283台の過半数は輸入品であった。

## 電動機に関する短編映画
電動機メーカーの一つ、松下電器産業（現・パナソニック）の企画の下で、1963年に『力の技術-モートル-』と題された短編映画（約28分間）が製作されている。
当映画作品では、モーターの原理の説明から始まり、各種モーター製品各々の組み立て現場の光景や完成品の動作光景などが、城達也のナレーション入りで、紹介されている。
ここで、映画タイトルの中に見える「モートル」は、「モーター」のドイツ語表記“Motor”の20世紀前半まで模範とされていたドイツ語発音に基づく表記法である《ちなみにパナソニックでは、現在、「モートル」という表記法は用いられていない（一般産業向けモーター類の生産は継続）》。
当映画作品は東京シネマ（現・東京シネマ新社）により制作されており、現在は科学映像館（NPO法人・科学映像館を支える会）Webサイト内に於いて無料公開されている。